# Коренево
Ко́ренево — посёлок городского типа, с 1932 года административный центр Кореневского района Курской области России.
Образует одноимённое муниципальное образование посёлок Коренево со статусом городского поселения как единственный населённый пункт в его составе.
По ряду сведений в ходе вторжения Украины в Курскую область РФ, ВСУ подошли к посёлку, но были остановлены ВС РФ за его пределами. Заявления украинской стороны об оккупации не имеют подтверждения. С 6 августа 2024 года регулярно подвергается обстрелам со стороны ВСУ.
Население — 5555 человек (2021).

## География
Расположен на левобережье реки Сейм. Одноимённая железнодорожная станция на линии Льгов — Ворожба, в 40 км к юго-западу от Льгова (имеется ответвление до Рыльска (25 км).
Климат
Коренево, как и весь район, расположено в поясе умеренно континентального климата с тёплым летом и относительно тёплой зимой (Dfb в классификации Кёппена).
| Показатель                                                                   | Янв. | Фев. | Март | Апр. | Май  | Июнь | Июль | Авг. | Сен. | Окт. | Нояб. | Дек. | Год  |
| ---------------------------------------------------------------------------- | ---- | ---- | ---- | ---- | ---- | ---- | ---- | ---- | ---- | ---- | ----- | ---- | ---- |
| Средний суточный максимум, °C                                                | −3,5 | −2,4 | 3,7  | 13,5 | 19,7 | 23   | 25,4 | 24,8 | 18,5 | 11   | 3,9   | −0,7 | 11,4 |
| Средняя температура, °C                                                      | −5,5 | −4,9 | 0    | 8,7  | 15,1 | 18,7 | 21,1 | 20,2 | 14,3 | 7,6  | 1,7   | −2,6 | 7,9  |
| Средний суточный минимум, °C                                                 | −8   | −8,1 | −4,1 | 3,2  | 9,5  | 13,4 | 16,1 | 15,1 | 10   | 4,3  | −0,6  | −4,8 | 3,8  |
| Норма осадков, мм                                                            | 50   | 44   | 48   | 50   | 63   | 70   | 79   | 52   | 57   | 56   | 47    | 48   | 664  |
| Источник: Погода по месяцам c ru.climate-data.org(дата обращения: Июль 2021) |      |      |      |      |      |      |      |      |      |      |       |      |      |

## История

### До революции
Населённый пункт впервые упоминается в 1625 году. В 1869 году здесь прошла Московско-Киево-Воронежская железная дорога, построены подъездные пути, основное железнодорожное депо с ремонтной мастерской.
15 ноября 1869 года открылось движение поездов по железнодорожной линии Курск — Киев через Коренево, появляется железнодорожная станция с одноимённым названием.
В 1894 году было открыто движение поездов на узкоколейном (1000 мм) участке Коренево — Рыльск Киево-Воронежской железной дороги. Коренево становится узловой железнодорожной станцией. Административно входило в состав Толпинской волости Рыльского уезда Курской губернии.
В 1895 году кореневской купчихой Секериной была построена мельница на станции Коренево. После пожара на мельнице за полученную страховку Секерина построила крупозавод, который сохранился до нашего времени на территории элеватора ОАО «Кореневохлебопродукт».

### Гражданская война
В декабре 1917 года на станции Коренево была установлена советская власть. 12 января 1918 года был создан первый революционный совет, председателем которого избрали И. М. Выросткова.
13 апреля 1918 года совместные немецко-украинские силы заняли Коренево, оккупация длилась по 17 ноября 1918 года. Партизанский отряд, созданный и руководимый Выростковым, вёл активную борьбу с интервентами, участвовал в освобождении с. Снагость и станции Коренево. Получив в боях под Льговом, Кореневом, Рыльском чувствительные удары, немецко-украинское командование было вынуждено начать переговоры с советским правительством о перемирии.
4 мая 1918 года на станции Коренево (в здании сегодняшнего Дома детского творчества и вечерней школы) завершились мирные переговоры (начатые в Курске) российской правительственной делегации с командованием немецко-австрийских войск по уточнению спорных границ с Украинской Народной Республикой, установленных по Брестскому мирному договору. Был подписан Договор о перемирии и установлении демаркационной линии шириной 10 км, которую обе стороны не должны были переходить.
23 ноября 1919 г. Коренево освобождено от деникинских войск. К весне 1920 г. на станции Коренево была создана первая комсомольская организация. 3 декабря 1923 г. в Коренево были приняты на воспитание 40 детей голодающего Поволжья, образован детский дом. В августе 1923 года в детдоме создали первый в районе пионерский отряд из 18 человек. Затем на станции Коренево образовалась пионерская организация под руководством вожатого П. И. Никольского (до 60 человек).

### СССР
В 1932 году станция Коренево стала районным центром, который до этого находился в селе Коренево.
4 декабря 1939 года Указом Президиума Верховного Совета РСФСР железнодорожная станция Коренево получает статус посёлка городского типа.
27 октября 1941 года Кореневский район был оккупирован немецко-фашистскими войсками.
8 марта 1943 года посёлок Коренево был освобожден силами 1-го батальона 687 полка 141-й стрелковой дивизии (командир — капитан И. И. Корогодин).

### Современный период
С 7 августа 2024 в посёлке введён режим чрезвычайной ситуации из-за боёв в Курской области. Армия Украины подошла к Коренево, но не смогла в него зайти. Несколько мирных жителей в районе проходивших боестолкновений погибли, точные обстоятельства смерти пока не установлены. Некоторые местные жители, вернувшиеся в свои дома, обнаружили их разграбленными.

## Население
| 1939  | 1959  | 1970  | 1979  | 1989  | 2002  | 2009  | 2010  | 2012  |
| ----- | ----- | ----- | ----- | ----- | ----- | ----- | ----- | ----- |
| 1938  | ↗3757 | ↗4736 | ↗5982 | ↗7177 | ↘6630 | ↘6113 | ↗6119 | ↘5933 |
| 2013  | 2014  | 2015  | 2016  | 2017  | 2018  | 2019  | 2020  | 2021  |
| ↘5841 | ↘5716 | ↘5598 | ↘5514 | ↘5483 | ↘5420 | ↘5325 | ↘5201 | ↗5555 |

Национальный состав
По итогам переписи населения 2020 года проживали следующие национальности (национальности менее 0,1 % и другое, см. в сноске к строке «Другие»):
| Национальность | Численность, чел. | Доля     |
| -------------- | ----------------- | -------- |
| Русские        | 5106              | 91,92 %  |
| Украинцы       | 46                | 0,83 %   |
| Армяне         | 20                | 0,36 %   |
| Азербайджанцы  | 11                | 0,20 %   |
| Другие         | 372               | 6,69 %   |
| Итого          | 5555              | 100,00 % |

## Экономика
- ОАО «Кореневский завод НВА» — производство низковольтных электрических аппаратов и комплектующих.
- Кореневский завод пивоваренного солода компании «Русский солод» (открыт в ноябре 2011 года)[25].
- ООО «Тепло Плюс» — производство, передача и распределение теплоэнергии.
- ОАО «Кореневохлебопродукт» — хранение, сушка и переработка зерновых культур.
- ОАО «ПМК-5 — Газовик» — строительство газовых сетей.
- ОАО «Весна», ОАО «Русь» — строительные и ремонтные услуги.
- ЗАО «Кореневское ДЭП» — дорожно-строительные работы.
- Филиал ОАО «МРСК Центра Курскэнерго» — транспортировка электроэнергии, ремонт электрических сетей.
- Филиал ОАО «Курские электрические сети» — техническая эксплуатация электросетей.
- Рыльский филиал ОАО «Курскгаз» — ремонт и обслуживание газовых сетей и оборудования.
- Хлебокомбинат.
- Комбинат стройматериалов.
- Предприятия железнодорожного транспорта, нефтебаза (не работает), типография.
- ООО «Курский Мельник» — производство продуктов мукомольной промышленности.

## Пассажирское сообщение
- Ежедневные автобусные маршруты в Курск, Рыльск, Льгов, Глушково, Тёткино и др.
- Пассажирские поезда Воронеж-Киев и Киев-Воронеж на тепловозной тяге (отменены[источник не указан 3524 дня]).

## Достопримечательности

Бюст юного партизана В.Крохина в посёлке Коренево.

- Железнодорожный вокзал, построенный в честь Екатерины Великой.
- Скульптура на братской могиле воинов Советской Армии, погибших в марте 1943 года.
- Бюст юного партизана Валентина Крохина, казнённого немецкими оккупационными властями в 1942 году.
- Дом, в подвале которого находился в заключении перед казнью юный партизан Валентин Крохин.
- Здание, где делегациями РСФСР и представителями немецкого войска и Украинской державы был подписан Договор о перемирии.